# Nicolò Doria
Nicolò Doria (Génova, 1525 - Génova, 13 de outubro de 1592) foi o 72.º Doge da República de Génova.

## Biografia
Filho de Giacomo Doria e Bettina De Mari, e membro da família Doria, ele nasceu em Génova, presumivelmente por volta de 1525. A 20 de outubro de 1579 foi eleito Doge da República, o septuagésimo segundo na história republicana. O novo doge Nicolò Doria foi, portanto, chamado a reanimar Génova e a sua república devastada pela guerra civil entre as facções nobres, mas que teve repercussões também na população genovesa e na cena internacional. Após o fim do seu mandato, Doria foi nomeado procurador perpétuo e representante do Magistrado da Córsega. Ele faleceu em Génova no dia 13 de outubro de 1592.